# Chahar (Mongolen)
Die Chahar (deutsche Aussprache: Tschahar oder Tschachar) (Chinesisch: 察哈尔) sind ein mongolischer Stamm, der den mongolischen Dialekt Chahar spricht.
Die Chahar bewohnten zur Zeit von Kublai Khan, als dessen persönliches – gemäß anderen Quellen: von seinem Bruder Möngke Khan übereignetes – Lehen, die Region um Jingzhao (heute Xi’an). Nach dem Sturz der Mongolenherrschaft in China (1368) zogen sie von Shaanxi in den Südosten der Mongolei, wo sie unter Dayan Khan und seinen Nachfolgern ein Tümen/Tumen (Militäreinheit mit 10.000 Mann) stellten.
Unter dem Druck von Altan Khan zogen die Chahar Mitte des 16. Jahrhunderts unter der Führung von Darayisun nach Osten bis zum Liao-Fluss. Anfang des 17. Jahrhunderts führte Ligdan Khan  wegen des Drucks durch die Mandschu einen Feldzug in Richtung Westen, starb jedoch auf seinem Zug nach Tibet in der Provinz Gansu, woraufhin sich sein Sohn den Mandschu ergab.
Die Herrscherfamilie der Chahar hatte bis etwa 1663 gute Beziehungen zu der Herrscherfamilie der Mandschu, bis Makata Gege, die Tochter des Mandschuherrschers Huang Taiji und Frau des Chaharfürsten, 1663 starb. Als die drei Feudalfürsten 1674 rebellierten, erhob sich auch der Herrscher der Chahar gegen die Qing-Dynastie, wurde aber bald besiegt, woraufhin die Chahar wieder in das System der Acht Banner eingegliedert wurden und nun direkt dem Kaiser unterstanden.